# James Phinney Baxter III
Pour les articles homonymes, voir Phinney.
James Phinney Baxter III (né le 15 février 1893, à Portland, dans le Maine – mort le 17 juin 1975 à Williamstown, Massachusetts) est un historien américain.
Il remporte en 1947 le prix Pulitzer d'histoire, pour son livre Scientists Against Time, publié en 1946.

## Biographie
James Phinney Baxter III est né le 15 février 1893, à Portland, dans le Maine. Il est le petit-fils de l'historien et maire de Portland James Phinney Baxter (en). Il va au lycée public de sa ville, le Portland High School (en), puis à la Phillips Academy à Andover, dans le Massachusetts, et au Williams College, où il sort diplômé (Valedictorian) avec les honneurs de la Phi Beta Kappa. Il est membre de Kappa Alpha Society, et préside un temps la Gargoyle Society. Il a obtient deux masters à l'université Williams et à Harvard, où il passe son doctorat en 1926.
James Phinney Baxter III enseigne au Colorado College, puis à Harvard, devenant professeur en 10 ans. En 1928, il est élu membre de l'Académie américaine des arts et des sciences. Il préside le Williams College entre 1937 et 1961. Il quitte cette institution quelques années pendant la Seconde Guerre mondiale, servant dans l'armée au poste de coordonnateur de recherche d'information, de 1941 à 1943, et directeur du Office of Strategic Services De 1942 à 1943. En 1943, il devient l'historien officiel de l'Office of Scientific Research and Development. C'est à cette période qu'il écrit Scientists Against Time. Publié en 1946, l'ouvrage remporte le prix Pulitzer d'histoire en 1947.
Il est membre du conseil d'administration de la World Peace Foundation (en). Il est aussi conseiller des présidents Roosevelt, Truman et Eisenhower, et est membre du Gaither Committee, créé par ce dernier pour conseiller la présidence américaine sur les questions de défense et de stratégie.
Il meurt le 17 juin 1975 à Williamstown, dans le Massachusetts.